# EZ80

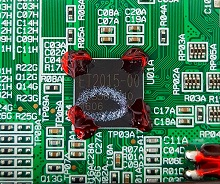
TI-84 Plus CEに搭載されたeZ80。256 KBのRAMを内蔵している。

eZ80 は、2001年に発売されたザイログの8ビットマイクロプロセッサであり、基本的には同社のZ80の更新版である。

## 概要
eZ80 は Z80 とバイナリ互換性があるが、3ステージのパイプラインを有しているため、同じクロック周波数で約3倍の性能を発揮する。最大50MHzで駆動できるため、高速なメモリ（命令フェッチにウェイトが発生しないレベル。150MHz に相当する高速なメモリ）を接続すればZ80を150MHzで駆動したときと同程度の性能を発揮する。
メモリーモードが２つあり、それぞれZ80メモリーモードとADLモードと呼ばれる。ADLモードの時だけメモリ管理ユニットなしで最大16MBのメモリを直接扱える。そのため、ADLモードのときレジスタの多く（HL、BC、DE、IX、IY、PC、SP）は16ビットから24ビットに拡張される。ADLモードの時、Z80コードとの互換性はないが、MBASEレジスタを設定することによって16MBのメモリ空間の任意の位置（ただし、64KBの倍数のアドレスしか指定できない）にZ80コードの配置アドレスを指定することができる。それによって、メモリ空間にZ80とeZ80のコードを混在させることができる。
メモリインタフェースはZ80と似ており、バス要求/ACKピンがあり、チップ選択ピンが4つ追加されている。オンチップでフラッシュメモリ（最大256KB）を搭載したバージョンや、オンチップで高速SRAM（最大16KB）を搭載したバージョンなどがある。ソフトウェアとしては、フリーなTCP/IPスタック、Xinuベースのオペレーティングシステム、リアルタイムカーネルなどがある。

## eZ80Acclaim!
eZ80 をコアとしたASSP（Application Specific Standard Product）。最大128KBのフラッシュメモリと最大8KBのSRAMを備え、20MHzまでのクロック周波数で駆動できる。

## eZ80AcclaimPlus!
通信機能を強化したバージョン。最大256KBのフラッシュメモリ、16KBのSRAMを搭載し、最大50MHzで駆動できる。10/100BaseT イーサネット MAC などをオンチップで実行できる。